# 이근배
이근배(李根培, 1940년 3월 1일 ~ )는 대한민국의 시인이다. 1961년과 1962년에 다수 신춘문예 당선이 되어 화제가 되었으며, 이후 시조와 자유시 창작을 병행해 왔다.

## 생애
1940년 일제 강점기 충남 당진에서 옛 중인 집안 출신의 후손으로 태어났다. 1961년 서울신문 신춘문예에 〈벽〉, 경향신문 신춘문예에 〈묘비명〉이 각각 당선해 문단에 데뷔했다. 〈압록강〉은 조선일보 신춘문예에 입선했다.
만해 시인학교 교장으로 재직하면서 간행물윤리위원회 위원장도 맡고 있다. 2008년에 대한민국예술원 회원이 되었고, 2018년 문학분과 회장을 맡았다. 2020년 현재에는 대한민국예술원 회장을 맡고 있다. 

## 수상
- 2009년 제9회 고산문학대상
- 2014년 제27회 정지용문학상[2] : 수상작 〈사랑 세 쪽〉

## 저서

### 시집
- 《노래여 노래여》(1981)
- 《한강》(1985)
- 《사람들이 새가 되고 싶은 까닭을 안다》(2004)